# Plankinton
La ville de Plankinton est le siège du comté d'Aurora, situé dans l’État du Dakota du Sud, aux États-Unis. Lors du recensement de 2010, elle comptait 707 habitants.

## Histoire
La ville est fondée en 1880 lors de l'arrivée du chemin de fer. Elle est nommée en l'honneur du président du Milawaukee Railroad, John Plankinton (en).

## Démographie
| 1890 | 1900 | 1910 | 1920 | 1930 | 1940 |
| ---- | ---- | ---- | ---- | ---- | ---- |
| 654  | 465  | 712  | 803  | 758  | 694  |

| 1950 | 1960 | 1970 | 1980 | 1990 | 2000 |
| ---- | ---- | ---- | ---- | ---- | ---- |
| 754  | 644  | 613  | 644  | 604  | 601  |

| 2010 | - | - | - | - | - |
| ---- | - | - | - | - | - |
| 707  | - | - | - | - | - |